# Orchestra Baobab
Orchestra Baobab es un grupo de música de origen senegalés. Fundado en 1970 como un grupo multiétnico y multinacional, adaptó la entonces vigente moda de la música cubana en África occidental. Fue una de las bandas más sobresalientes en los años 70, pero su éxito se fue desvaneciendo en la década de 1980, hasta su separación. Reapareció en 2001, tras el creciente interés por sus discos en Europa.

## Discografía
- Saf Mounadem (1972) JK 3026 As "Star Band de Dakar"
- M'Beugene (1972)  Music Afrique / Baobab BAO 1
- Hommage a Lay M'Boop (1974-75?)
- Orchestre Baobab '75' (1975) Disques Buur BRLPO001
- Guy Gu Rey Gi (1975) Disques Buur BRLPO002
- Senegaal Sunugaal (1975) Disques Buur BRLPO003
- Visage Du Senegal (1975) Disques Buur BRLPO004
- Aduna Jarul Naawoo (1975) Disques Buur BRLPO005
- N'Deleng N'Deleng (1977) Music Afrique MSCLP 001
- Une Nuit Aun Jandeer (1978) Musicafrique MSCLP 002
- Baobab à Paris Vol. 1 & Vol. 2 (1978) Abou Ledoux ASL7001/Abou Ledoux ASL7002
- Gouygui Dou Daanou (1979) Disc Afrique/Salsa Musique DARL001
- Mohamadou Bamba (1980) Jambaar JM5000
- Sibou Odia (1980) Jambaar JM5004
- Ken Dou Werente (1982) MCA 307
- On verra Ça: The 1978 Paris Sessions (1992) World Circuit WCD027
- Bamba (1993) Stern's Africa STCD3003
- Pirates Choice (1989 & 2001) World Circuit WCB014 and World Circuit WCDO63
- Specialist in all styles (2002) World Circuit WCDO64
- A night at Club Baobab (2006)
- Made in Dakar (2007) World Circuit WCD078

### Recopilaciones
- N'Wolof  (1998, recorded in 1970-71) Dakar Sound DKS 014
- Roots and Fruit - African Dancefloor Classics (1999) Popular African Music PAM ADC 304
- World Circuit Presents... (2005) World Circuit
- Classics Titles (2006) Cantos Records

## Premios
- BBC Radio 3 World Music Awards 2003.